# تدريب الفترة عالي الشدة

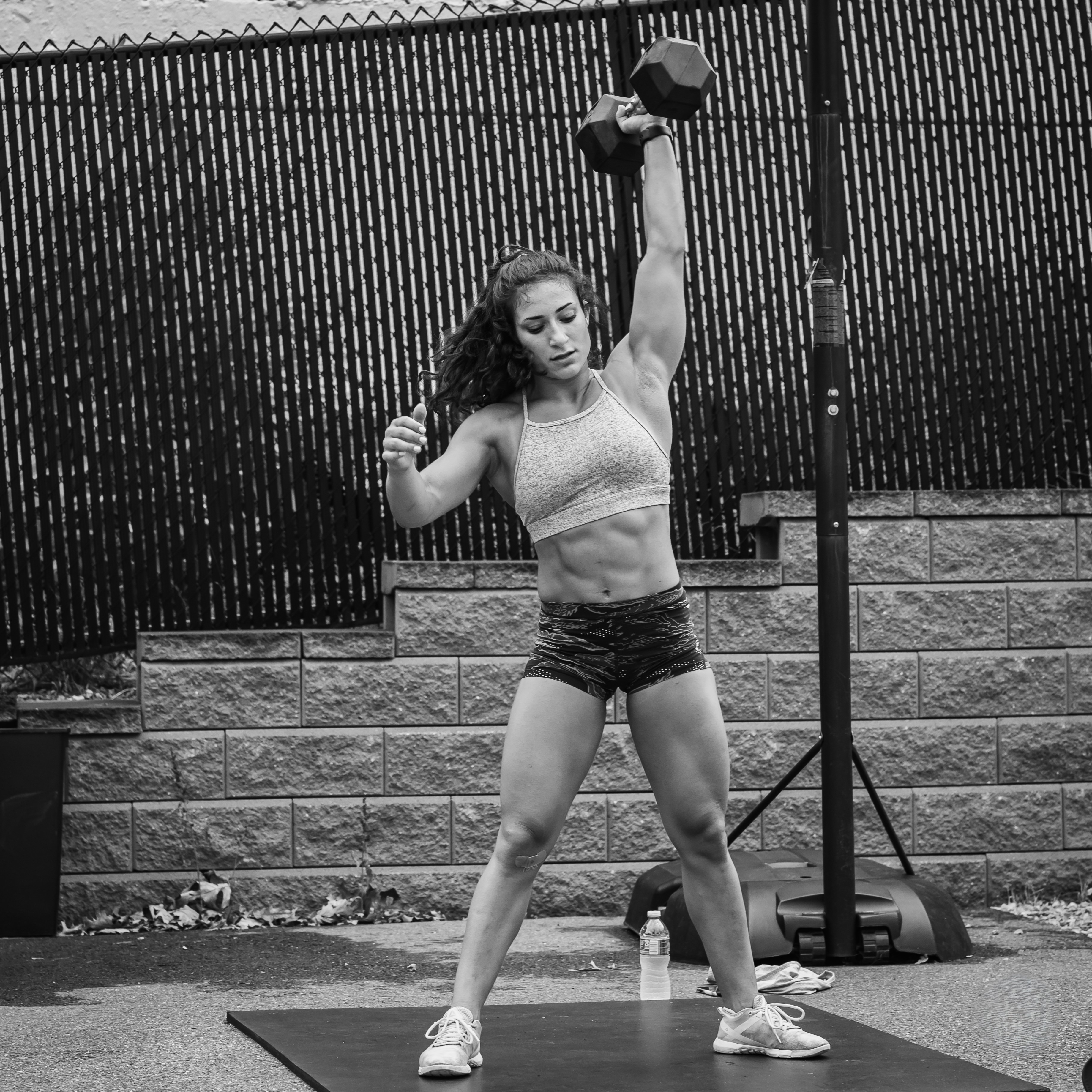
تدريب الفترة عالي الشدة بالأثقال

تدريب الفترة عالي الشدة (بالإنجليزية: High intensity interval Training يختصر بـHIIT) هو أسلوب لياقة جديدة يجعلك تقوم بمجموعة من التمارين الرياضية في أقل وقت ولكن بمضاعفة المجهود. وبعد نجاح هذا التمرين حول العالم، بدأت تنتشر أكثر في الدول العربية، بحسب «هافنجتون بوست».
وفي هذا الصدد قالت المدربة الرياضية، نورهان عواض، إن تمارين الـ"HIIT"، هو تمرين عالي الشدة في وقت قليل، وله فائدة كبيرة في حرق الدهون بشكل سريع. ويجب على من يتبع هذا التمرين أن لا يكون لديه أي أمراض أو مشاكل بالقلب، نظرًا لأن هذا التمرين يسرع من ضربات القلب ويضغط عليه.
وأضافت «عواض»، أن برنامج التمرين يستمر على مدار شهرين كاملين، لمدة 5 أيام بالأسبوع وتستمر الحصة لمدة 16 دقيقة فقط وبعض الحصص تستمر لمدة 45 دقيقة. وهذا البرنامج التدريبي لتحسين الصحة العامة، وليس خاص فقط بلاعبي التنس وكمال الأجسام فقط أو الرياضيين المحترفين أو السوبر ولكنها مفيدة جدًا لأي شخص، خاصة من يريد أن يحصل على جسد صحي ووزن مثالي.
كما قال «مارتن جبالا»، أستاذ علم وظائف الأعضاء الخاص بالتدريبات الرياضية في جامعة ماكماستر في أونتاريو، كندا، والذي قضى عقودًا في دراسة الفوائد الصحية لنمط التدريب عالي الشدة HIIT.
أضاف «جبالا»، «أنا على اقتناع بأن هذه الطريقة هي الأقرب لما يمكن أن يُعد» قرص الدواء«في ممارسة الرياضة، وهي متاحة للجميع. أثبتت دراساتي أن بإمكانك الحصول على نفس الفوائد الصحية التي تجنيها من ممارسة ساعة من التمارين الهوائية الثابتة في دقيقة واحدة من التمرين الشاق». وأكد أن دراسات متعددة أثبتت أنه كلما زادت سرعة وصعوبة التمرين خلال فترات التمرين، زادت فعاليته وقلت المدة التي تحتاجها.
وعن مخاطر هذا التمرين، على الرغم من أن الأشخاص الذين يمارسون هذه الطريقة يعيشون فترة أطول، وأقل عرضة للإصابة بالنوبات القلبية من الأشخاص الخاملين، ولكن الدراسات أظهرت ازدياد خطر إصابتك بأزمة قلبية مفاجئة لفترة قصيرة أثناء وبعد وقت قصير من التمارين الرياضية القاسية.
تدريب الفترة عالي الشدة (ويسمى أيضا بالتمرين المتقطع عالية الشدة (HIIE) أو تمارين الانطلاق السريعة المتواترة (SIT)، هو شكل محسن من اشكال تدريب الفترة أو المتقطع، هي إستراتيجية تمارين بفترات متناوبة قصيرة تتميز بالشدة مما يجعل الجسم بحاجة إلى كمية اوكسجين أكبر من المعتاد تتبعها فترات استراحة قصيرة جدا. HIIT هو شكل من أشكال ترييض القلب والأوعية الدموية. قد تختلف فترة تمرين HIIT المعتادة من 4 إلى 30 دقيقة. هذه التمرينات المكثفة القصيرة (مثل تمرين عالي الشدة 3 دقائق تتبعها 2 دقيقة راحة ثم أعادة التمرين والراحة 8 مرات متتالية) والراحة يومين أو ثلاثة أيام تكفي لنمو العضلات) توفر لياقة بدنية وقدرة رياضية عالية؛ علاوة على تحسين أيضالجلوكوز، وحرق الدهون لدى المتريض. يجب اتباع
التمارين لمده شهر على الأقل، ويستحسن الاستمرار عليه للاستفادة من فوائده على الدوام.

## كيفية التمرين
فترة الـHIIT تتكون من فترة تمارين احمائية تتبع ب 3 إلى 10 تمارين عالية الشدة، ما بين هذه التمارين الحادة يتوجب إجراء تمارين اقل حدة تعتبر فترات استراحة، وتنتهي بفترة حركة هادئة، مثل المشي 4 دقائق، وليس الجلوس.
التمرين عالي الشدة فكرته أنه يُمارس باقصى شدة ممكنة (حتى «انقطاع النفس»، أي حتى يصل شدة الإجهاد 95% من أعلى مجهود يستطيعه الشخص؛ مثل طلوع السلم). التمارين الاقل حدة اللاتي يفصلن التمارين عالية الشدة يجب ان تكون بحدة 50%. عدد التمارين المكررة وطول كل منها تعتمد على نوع التمرين، لكن يمكن ان يكون بقدر 3 تمارين تتضمن 20 ثانية فقط من التمرين عالي الشدة.

## روابط خارجية
- Gibala، M. J.؛ Little، J. P.؛ MacDonald، M. J.؛ Hawley، J. A. (2012). "Physiological adaptations to low-volume, high-intensity interval training in health and disease". The Journal of Physiology. ج. 590 ع. 5: 1077–1084. DOI:10.1113/jphysiol.2011.224725.
- Burgomaster، K. A.؛ Howarth، K. R.؛ Phillips، S. M.؛ Rakobowchuk، M.؛ MacDonald، M. J.؛ McGee، S. L.؛ Gibala، M. J. (2007). "Similar metabolic adaptations during exercise after low volume sprint interval and traditional endurance training in humans". The Journal of Physiology. ج. 586 ع. 1: 151–60. DOI:10.1113/jphysiol.2007.142109. PMC:2375551. PMID:17991697.
- Tabata Protocol in swimming
- Effects of moderate-intensity endurance and high-intensity intermittent training on anaerobic capacity and ·VO2max